# Cascate dell'Islanda

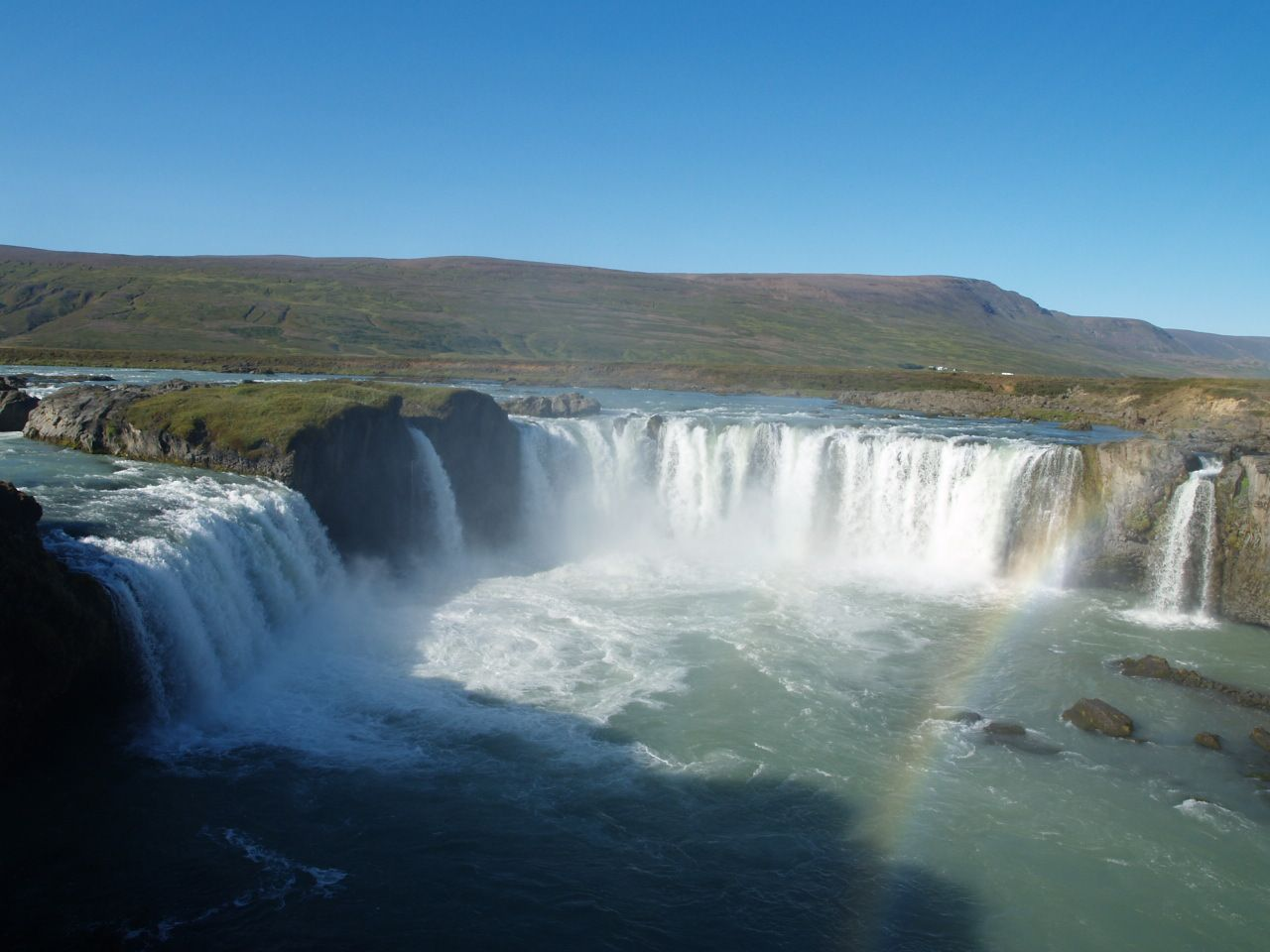
Goðafoss.

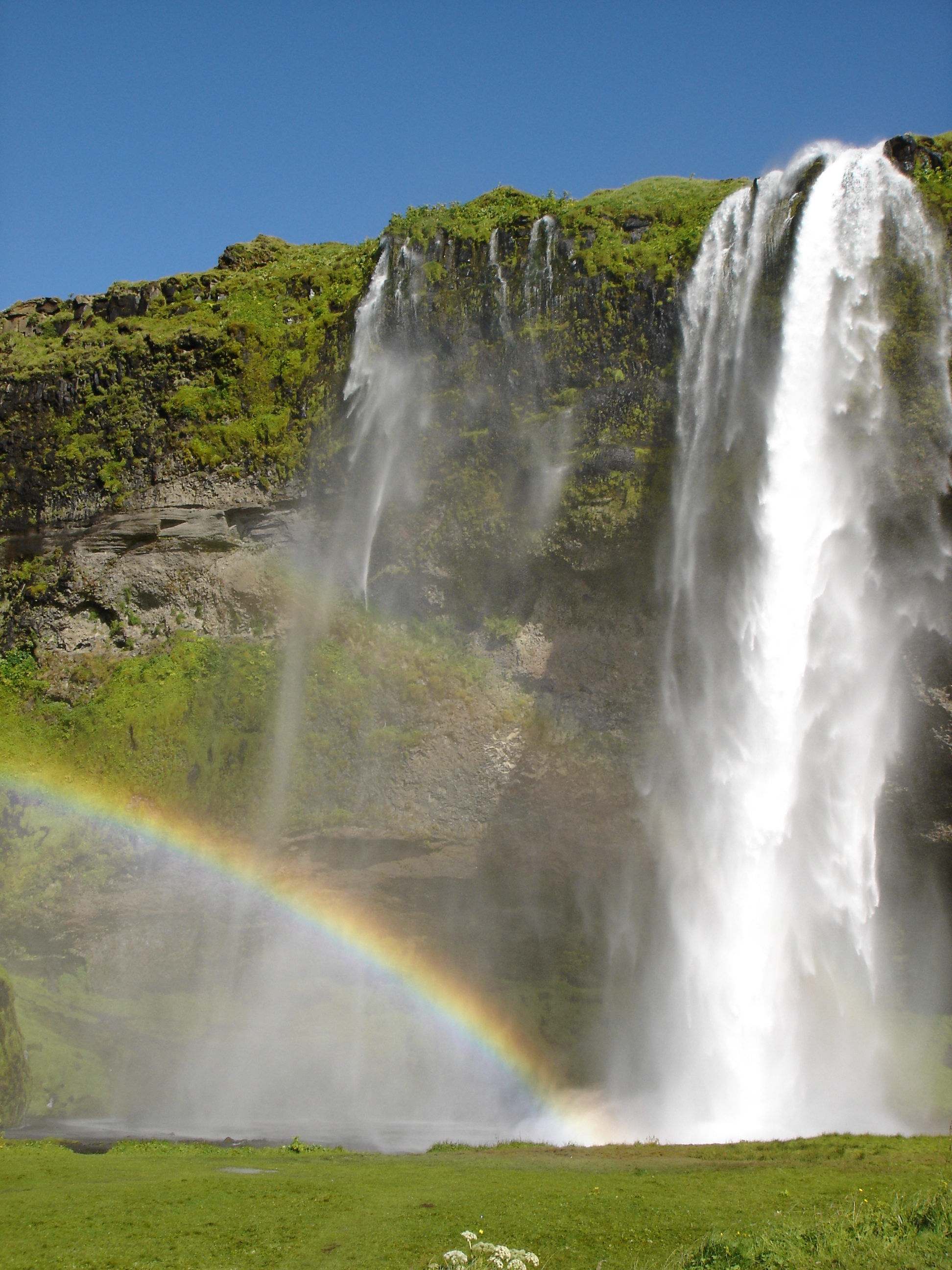
Selijalandfoss.

Le innumerevoli cascate islandesi (il suffisso "-foss" con cui terminano tutti i nomi delle cascate, in islandese significa "cascata") sono nella loro diversità, bellezza e grandezza tra le principali attrazioni naturalistiche dell'Islanda, di cui l'isola è ricchissima contandosene più di diecimila.
L'Islanda è generalmente definita la terra del ghiaccio e del fuoco, ma è altrettanto vero che questa terra di selvaggia ed incontaminata bellezza viene anche denominata dai più esperti la terra dell'acqua, l'acqua è infatti presente in tutte le sue forme, scorre dai vasti ghiacciai dell'entroterra verso l'oceano Atlantico dando luoghi a fiumi e trasformandosi molte volte in cascate verticali, oppure fuoriesce dal sottosuolo sotto forma di geyser.
Le cascate più note sono la Dettifoss (cascata che cade), Selfoss, la Goðafoss (cascata degli dèi) e l'Aldeyjarfoss nella parte settentrionale dell'isola. Nella parte meridionale le maggiori sono Háifoss, la gola Gjáin con numerose piccole cascate, la Skógafoss (cascata del bosco), la Gullfoss (cascata d'oro) e la Seljalandsfoss. 
A ovest vi è lo Hraunfossar con la Barnafoss in un ambiente molto tranquillo e la cascata che per molto tempo è stata ritenuta la più alta (198 m): Glymur nel Hvalfjörður.
La cascata più alta dell'Islanda è Morsárfoss, con un'altezza di 227,3 m che potenzialmente potrebbero salire a più di 240 m, situata sul margine del ghiacciaio Vatnajökull; nel 2011 ha detronizzato la cascata di Glymur.
La Svartifoss nel Parco nazionale Skaftafell (ai margini sudovest del ghiacciaio Vatnajökull) è nota per le colonne di basalto che la circondano come una sorta di anfiteatro naturale.
Nei Fiordi occidentali lo Dynjandi cade a ventaglio dalla Fjallfoss.

## Elenco per regione
Le cascate dell'Islanda possono essere suddivise per regione di appartenenza, dove vengono elencate in ordine alfabetico.

### Nord
- Æðarfossar
- Aldeyjarfoss
- Dalfoss
- Dettifoss, la più imponente
- Gljúfrasmiður
- Goðafoss
- Hafragilsfoss
- Kerafoss
- Kolufossar
- Réttarfoss
- Reykjafoss
- Selfoss
- Skessufoss
- Stekkjarfoss
- Vígabjargsfoss

### Sud
- Ægissíðufoss
- Árbæjarfoss
- Brúarfoss
- Dynkur
- Fagrifoss, presso Kirkjubæjarklaustur
- Faxi o Vatnsleysufoss sul fiume Tungufljót
- Foss á Síðu, presso Kirkjubæjarklaustur
- Gljúfrafoss
- Gljufurleitarfoss
- Gjáin
- Gjárfoss
- Granni
- Gullfoss (Cascata d'oro)
- Háifoss (Cascata alta)
- Hjálparfoss
- Írárfoss
- Kvernufoss
- Merkjárfoss
- Morsárfoss, con i suoi 228 m  è la più alta.[3]
- Ófærufoss un tempo famosa per il suo arco naturale in pietra, collassato nel 1993.
- Öxarárfoss, nel Parco nazionale Þingvellir
- Rauðufossar
- Seljalandsfoss
- Sigöldufoss
- Skógafoss (Cascata del bosco)
- Svartifoss (Cascata nera)
- Systrafoss, (cascata delle sorelle) presso Kirkjubæjarklaustur
- Þjófafoss (cascata dei ladri) nei campi di lava di Merkurhraun
- Þórðarfoss
- Tröllkonuhlaup
- Urriðafoss

### Est
- Fardagafoss e Onno-Óltifoss presso Egilsstaðir
- Fossárfoss
- Gljúfursárfoss
- Gufufoss nel Seyðisfjörður
- Hengifoss
- Hundafoss
- Hverfandi
- Lagarfoss
- Litlanesfoss, circondata da basalto colonnare, presso la Hengifoss
- Klifbrekkufossar nel Mjóifjörður
- Magnúsarfoss
- Rjúkandi
- Sauðárfoss
- Töfrafoss

### Ovest
- Barnafoss (Cascata dei bambini), sul fiume Hvítá.
- Bjarnafoss (Cascata dell'orso)
- Englandsfoss
- Glanni
- Glymur, nella zona del Hvalfjörður. Con i suoi 198 m, è stata a lungo considerata come la più alta.
- Grundarfoss, penisola di Snæfellsnes
- Helgufoss
- Hraunfossar (Cascata della lava)
- Kerlingarfoss
- Kirkjufellsfoss
- Kleppafoss
- Klukkufoss
- Laugarfoss
- Laxfoss
- Laxfoss í Grímsá
- Pokafoss
- Snekkjufoss
- Svöðufoss
- Þórufoss
- Tröllafoss
- Tröllafossar
- Tungufoss

### Fiordi occidentali
- Dynjandi, chiamata anche Fjallfoss.
- Grundarfoss (Reykjanes)
- Heyárfoss
- Miðjanesfoss
- Rjúkandafoss
- Skiptárfoss
- Staðarfoss